# Ahmad Mansour
Ahmad Mansour (* 2. červenec 1976, Tira) je původem izraelský psycholog a spisovatel, žijící v Německu.

## Životopis
Ahmad Mansour vystudoval v letech 1996–1999 bakalářské studium filozofie, psychologie a sociologie na univerzitě v Tel Avivu, v magisterském studiu klinické psychologie pak dále pokračoval na Humboldtově univerzitě v Berlíně. Jako odborník na islamismus se zaobírá projekty a iniciativami proti islámskému radikalismu, útisku ve jménu cti a antisemitismem v muslimské společnosti.
V roce 2016 obdržel německou Cenu Carla von Ossietzyho za mimořádný přínos v oblasti demokracii, tolerance a integrace.
Mansour je ženatý, žije a pracuje v Berlíně.

## Publikační činnost

### Přehled děl v originále (výběr)
- Generation Allah: warum wir im Kampf gegen religiösen Extremismus umdenken müssen. Frankfurt am Main: S. Fischer, 2015. 270 S.

## Citát
V rozhovoru pro rakouský deník Der Standard uvedl v roce 2016 k zahalování dětí následující:
„Wir haben in Deutschland und Österreich Mädchen mit sechs, sieben Jahren, die mit Kopftuch in den Kindergarten oder in die Schule kommen. Diese Kinder werden ihrer Kindheit beraubt, das ist kein Symbol von Religionsfreiheit. Ein Kind mit Kopftuch ist Missbrauch. (Překlad: V Německu a v Rakousku máme holčičky ve věku šesti sedmi let, jež přicházejí do školky anebo do školy zahalené. Jsou okrádány o své dětství, tohle není symbol náboženské svobody. Dítě se šátkem, to je zneužívání.) “